# Stade Fernando-Torres
Le stade Fernando-Torres (en espagnol, Estadio Fernando Torres) est un stade de football situé à Fuenlabrada (Communauté de Madrid, Espagne). Il a été inauguré en septembre 2011 et peut accueillir 6 000 spectateurs.

## Histoire
C'est dans ce stade que le Club de Fútbol Fuenlabrada dispute ses matches. Le stade porte le nom du footballeur Fernando Torres qui est originaire de la commune.
Il est situé au Camino del Molino, dans les nouveaux quartiers de la ville, dans le district Hospital-Vivero-Universidad. 